# Clogheen
Clogheen (iriska: An Cloichín) är en ort i republiken Irland.   Den ligger i grevskapet South Tipperary och provinsen Munster, i den centrala delen av landet, 170 km sydväst om huvudstaden Dublin. Clogheen ligger 54 meter över havet och antalet invånare är 491.
Terrängen runt Clogheen är kuperad söderut, men norrut är den platt.Runt Clogheen är det glesbefolkat, med 8 invånare per kvadratkilometer. Närmaste större samhälle är Cahir, 12,2 km norr om Clogheen. Trakten runt Clogheen består i huvudsak av gräsmarker.